# My Best Friend’s Birthday
My Best Friend’s Birthday ist Quentin Tarantinos zweites Spielfilmprojekt nach Love Birds in Bondage von 1983. Es entstand zwischen 1985 und 1987. Der Film wurde nie komplett geschnitten und gilt als unvollendet. Heute existieren nur noch ca. 36 Min. des Films. Das vorhandene Material zeigt schon im frühen Stadium die Handschrift von Tarantino, beispielsweise bei der Gestaltung der Dialoge, oder auch durch das Einfügen von Zitaten aus anderen Filmen.

## Hintergrundinformationen
Tarantino wollte bei diesem Projekt mehr seine schauspielerischen Fähigkeiten unter Beweis stellen als seine Regiekünste. Der Film wurde auf 16-mm-Schwarzweißfilm gedreht, hatte ein Budget von knapp 5000 US-Dollar und entstand nebenbei, während Tarantino bei Allen Garfield Schauspielunterricht nahm und ansonsten hauptberuflich in einer Videothek arbeitete.
Neben Garfield und Tarantino spielen Craig Hamann, Crystal Shaw sowie ein paar damalige Freunde mit. Hamann, den Tarantino 1981 während des Schauspielunterrichts kennengelernt hatte, verfasste diese teilweise autobiografische Geschichte 1984. Tarantino arbeitete sie später dann zu einem längeren Drehbuch mit ca. 30 Szenen aus. Nur ein knappes Jahr später begann Tarantino mit dem Drehbuch zu True Romance (1993), wobei er viele Ideen dieses Buches erneut aufgriff und verarbeitete.
Insgesamt wirkt der Film aber eher dilettantisch und holprig und ist nicht zu vergleichen mit dem Film Reservoir Dogs – Wilde Hunde von 1992, der als „offizielles Erstlingswerk“ auf dem Sundance Film Festival dem Publikum präsentiert wurde.